# Château de Marsac (Tarn-et-Garonne)
Le château de Marsac est un château du Sud-Ouest de la France. Il est situé à Marsac, dans le département de Tarn-et-Garonne, à la limite du Gers. Ses façades et  toitures sont inscrites au titre de monuments historiques. L'ensemble de l'édifice est classé,.

## Histoire
Le château de Marsac était à l'origine le siège d’une seigneurie appartenant à Sans Garcié de Manas, le seigneur de Preissac et les Montesquiou, barons anglais, en 1277.
En 1563, des écuries et des communs sont construits afin de clôturer une cour. Ils seront par la suite démolis au début du XIXe siècle, offrant ainsi une vue dégagée sur l'ensemble du village. 
En 1641, Jean de Montesquiou devient le seul seigneur du lieu, qui revient en 1677 à Jean-Paul de Rochechouart, « marquis » de Faudoas. En 1741, Melchior François de Reversat de Céles, conseiller au Parlement de Toulouse, devient seigneur de Marsac, ayant hérité de la terre de Marsac, en Guyenne, par son épouse Marie Thérèse d'Auterive, fille d'Étienne d'Auterive, seigneur comte de Marsac, conseiller au Parlement de Toulouse, et de Catherine de Lafont. Le château est une propriété privée qui ne se visite pas,.

## Description

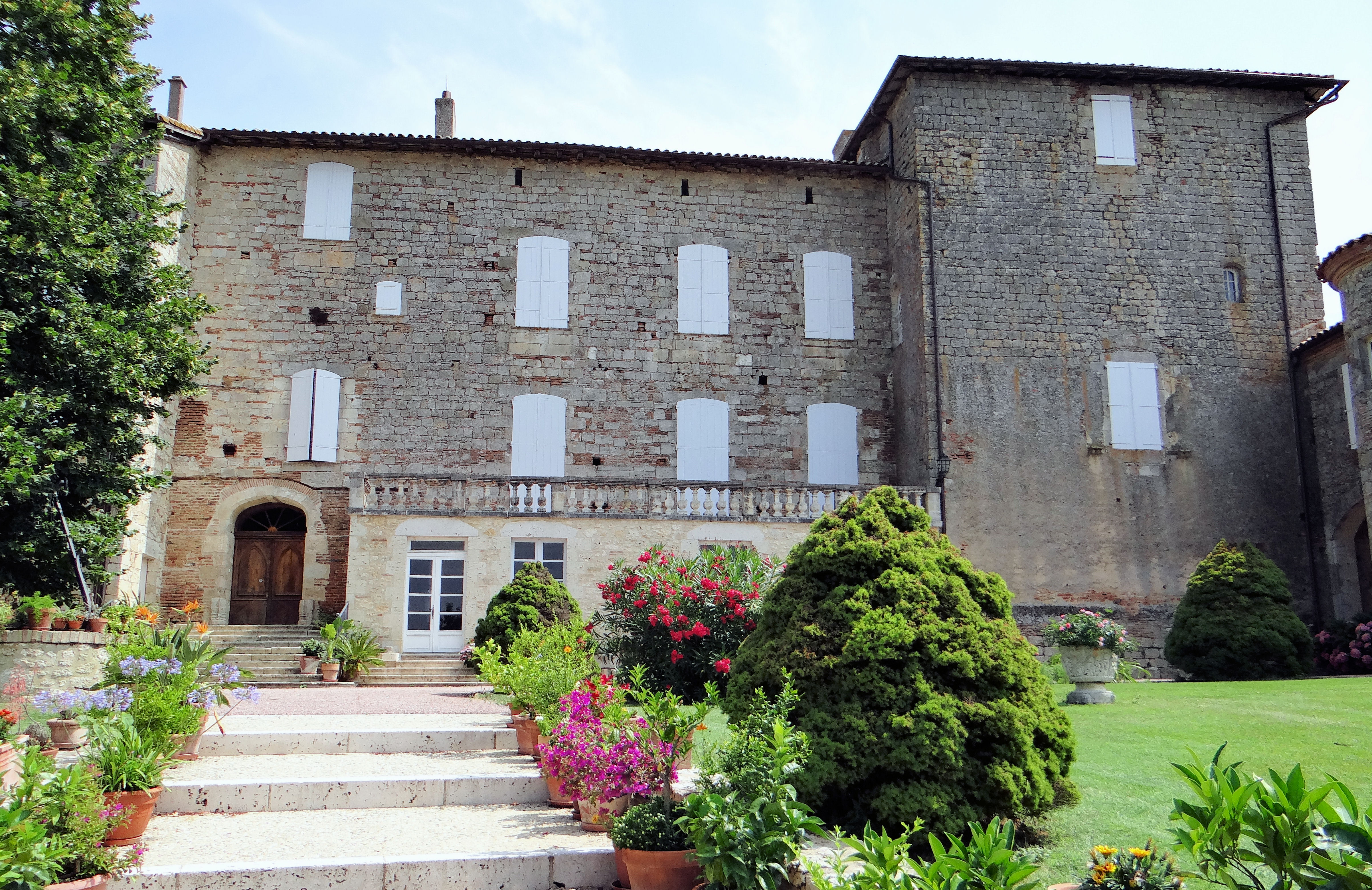
Façade du château.

Le château se dresse sur une colline au centre du village. Sa tour carrée, la plus ancienne du Tarn-et-Garonne XIIe  et  XIIIe siècles et sa façade Renaissance en font un objet architectural unique. 
Au rez-de-chaussée de la tour, une salle voûtée en berceau communique avec l'étage supérieur par une trappe ménagée dans la voûte. Ces constructions remontent sans doute au XIIIe  ou  XIVe siècle. À la Renaissance, le château a été profondément remanié et agrandi. 
Escalier et fenêtres sont datables des années 1557 par comparaison avec les châteaux voisins, comme celui de Gramont. Le mur de la galerie, construit sur celui de la courtine percée de meurtrières, fut remonté un peu plus tard, sans doute entre 1558 et 1563. Des remaniements furent entrepris aux XVIIIe  et  XIXe siècles, comme des percements de fenêtres, la destruction de la partie supérieure du château, aujourd'hui découronnée,.

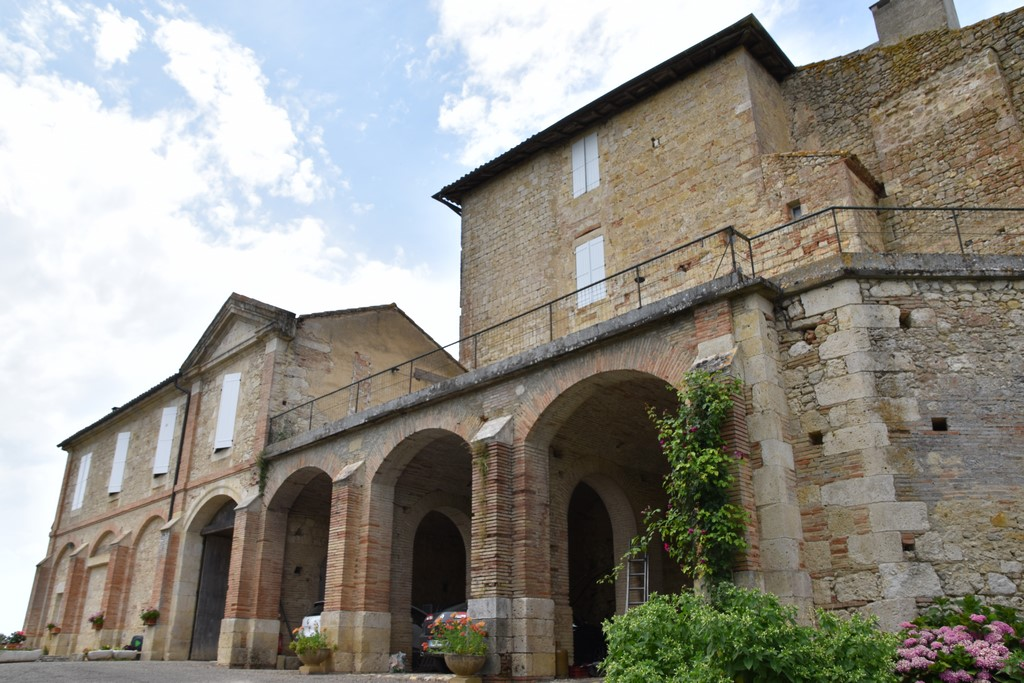
Aile SE : sous le fronton triangulaire l'entrée cochère donnant sur la cour

«  En dépit d’adjonctions et de modifications des façades, cette demeure conserve un aspect austère malgré divers aménagements au XIXe siècle : pendant la Restauration, ajout d’un corps de bâtiment, son extrémité servant de chœur à une chapelle néo-gothique qui demeura inachevée et en 1859, percement d’une porte-fenêtre pour accéder à un balcon. Cette sévérité apparente se retrouve dans les parties intérieures féodales aux murs épais », fait remarquer Véronique Alemany, en soulignant cependant qu'«  à partir de la Renaissance, elle est atténuée par des décors sculptés et peints sur certains murs et plafonds, par l’installation de parquets en bois aux lattes subtilement agencées, par l'ouverture à la lumière naturelle, par l’aménagement d’un salon et d’une bibliothèque au XVIIIe siècle et par l’ameublement confortable et de goût des principales pièces de vie. Ces apports successifs de confort et d'harmonie altérèrent la vocation guerrière du château bien dans la note de la devise latine inscrite sous les armoiries de la famille de Reversat peintes sur le manteau d’une cheminée : Cedat violentia patientiae, « que la violence cède à la non-violence ». »,.

## Domaine foncier
Le testament olographe rédigé par Victor de Marsac le 1er décembre 1862 détaille le domaine foncier des Marsac. Il s’étendait sur 425 ha principalement sur la commune de Marsac mais aussi sur celle de Poupas (8 ha 80 a de vignes) et sur celle de Gramont (2 ha 50 a de prairie). Sur les 1489 ha de superficie de la commune de Marsac, les Marsac en possédaient approximativement le quart dont 50 ha de bois et forêt et 34 ha de vignoble. Le reste des terres était partagé en terres labourables, prairies et prés.
Onze métairies: du Jardin (autour du château), de Lamourette, du Peyrès, de Lassalle, de Sausse, de Lacassagne, du Corneillon, de Vincens, du Bousquet, de la Bordeneuve, du Pontmartin, un moulin à eau et un moulin à vent composaient le domaine foncier et immobilier de la famille de Marsac en dehors du château. Chaque métairie comprenait une ferme et des bâtisses d'exploitation, un jardin potager, des prairies, des pâtures, des terres labourables, un bois et au moins une vigne.